# Giuliano Molossi
Giuliano Molossi (Parma, 2 ottobre 1954) è un giornalista italiano, ex direttore dei quotidiani Gazzetta di Parma e Il Giorno.

## Biografia
Figlio di Baldassarre, direttore per trentacinque anni della Gazzetta di Parma, si è laureato in Giurisprudenza all'Università degli Studi di Parma nel 1979, con una tesi sul segreto di Stato.
La sua carriera giornalistica è cominciata al quotidiano Il Giornale diretto da Indro Montanelli. Al Giornale si è occupato principalmente di cronaca, per sette anni con l'incarico di capo cronista. Quando Montanelli fondò nel 1994 il quotidiano La Voce Molossi lo seguì, assumendo l'incarico di redattore capo.
Nel settembre del 1995, dopo la chiusura della Voce, entrò alla Gazzetta di Parma come vice-direttore; il 1º maggio 1998 fu nominato direttore, carica mantenuta fino al 30 settembre 2015.
Dal 1º febbraio al 5 maggio 2016 è stato condirettore del quotidiano Il Giorno; dal 6 maggio 2016 al 31 gennaio dell'anno successivo ne diventa direttore, mantenendo poi una collaborazione nel gruppo con QN.